# 5040 Rabinowitz
5040 Rabinowitz (1972 RF) là một tiểu hành tinh vành đai chính được phát hiện ngày 15 tháng 9 năm 1972 bởi T. Gehrels ở Palomar.